# Андрусове (зупинний пункт)
Андру́сове — пасажирський залізничний зупинний пункт Козятинської дирекції Південно-Західної залізниці.
Розташований у селі Довжок Погребищенського району Вінницької області на лінії Погребище I — Андрусове між станціями Погребище I (15,5 км) та Липовець (16,5 км).
Станцію було відкрито 18 (30) грудня 1890 року під час відкриття руху на лінії Козятин — Умань під такою ж назвою.
Станція була вузловою: від неї йшло відгалуження на Калинівку I через Нову Греблю, яке розібрали у 1980-х роках.
Раніше ходив нічний пасажирський поїзд «Коліївщина» Київ-Пасажирський — Умань, пасажирський поїзд Жмеринка — Черкаси, а також (до 2019 року) приміський поїзд Козятин I — Христинівка.
Станом на 2019 рік, пасажирський рух відсутній